# François Menichetti
François Menichetti (Bastia, 26 december 1894 - 27 augustus 1969) was een Frans componist, dirigent en mandolinist. Voor bepaalde werken gebruikte hij het pseudoniem: François Detoga.

## Levensloop
Menichetti is als componist vooral in de wereld van de tokkelorkesten in Centraal-Europa en bij harmonie- en fanfareorkesten bekend. Zijn composities zijn gekenmerkt door simpele melodieën en een traditioneel harmonieschema. De werken zijn meestal geschreven voor amateurmusici en qua stijl zijn zij meestal een mengeling uit lichtvoetigheid en dramatiek in een aan Giuseppe Verdi en Gioacchino Rossini georiënteerde, gevoelvolle en zeer emotionele programmamuziek. 

## Composities

### Werken voor harmonie- of fanfareorkesten
- 1929 Le Chant des Turcos, voor bas en harmonie- of fanfareorkest - tekst: Paul Déroulèd
- A travers la Hongrie, Hongaarse fantasie
- Ballet des roses, dansensuite
- La dernière étape, dramatische ouverture
- La vallée maudite, ouverture
- La victoire est à nous !
- Le Garde du Roi, fantasie
- Le Medaille militaire
- Les Gladiateurs
- Les yeux noirs, fantasie over een Slavisch thema
- Marche du train
- Rapsodie Corse, folkloristische fantasie in 2 delen
- Sérénade Espagnole
- Valse hongroise

### Werken voor tokkelorkest (mandolineorkest)
- 1913 Dernier baiser, mazurka
- 1913 Echo d'amour
- 1913 Souvenez-vous, wals
- 1913 Vers le progres, mars
- 1914 Bonjour les Amis!, burleske polka
- 1914 Doux adieu !, serenade
- 1920 Clochettes fleuriers, mazurka
- 1920 Jeunesse Sportive, mars
- 1920 Priere musicale, wals
- 1922 Daisy-club, foxtrot, Op. 47
- 1928 Le rêve du Gondolier, Barcarolle
- 1928 Mon amour, ou es-tu?, serenade
- 1929 Le vagabond, foxtrot
- 1930 Salut aux vainqueurs, mars
- 1932 Tu mentis, wals
- 1944 Marche des volontaires du corps féminin
- 1948 Aubade au President, serenade
- 1949 Marche des membres honoraires
- 1949 Pauvre Mignon, gavotte
- 1951 Vers le progrès, mars
- 1952 Ballet des roses, dansensuite
- 1954 La vallée maudite, dramatische ouverture
- 1955 Moskowa, Russische fantasie
- 1963 Sérénade espagnole, serenade
- 1965 La dernière étape, ouverture
- 1965 A travers la Hongrie, Hongaarse fantasie
- 1967 Joyeux temps, polka
- 1967 Une fête au château, suite
- Flirt d'un soir
- Gentille Aubade
- Gitanella, wals
- Marche Meusienne
- Marche Turque
- Parfum d'amour, wals
- Sérénade Corse, serenade
- Tu mentis!..., wals
- Une fête au Chateau